# Hôtel de Sourdéac
El hôtel de Sourdéac es un hôtel particulier ubicado en el número 8 de la rue Garancière, en el 6 distrito de París catalogado monumento histórico el 20 de octubre de 1928.

## Historia

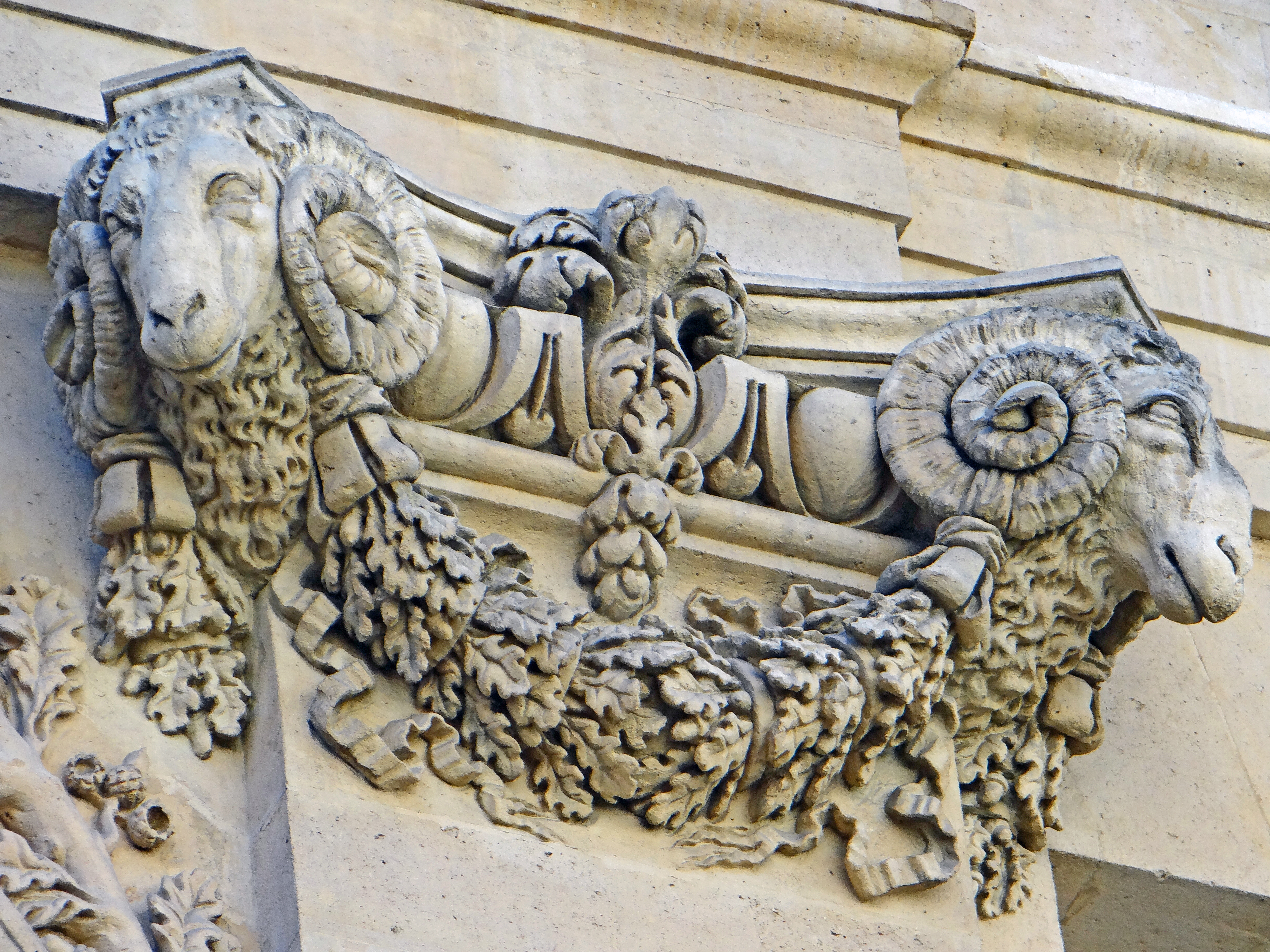
Capitel con cabezas de carnero.

Fue construido en 1646 en el sitio del antiguo Hôtel Garancière para René de Rieux, obispo-conde de Léon en Bretaña. A su muerte, pasó a manos de su sobrino, Alexandre de Rieux, marqués de Sourdéac.
Jean-Aimar Piganiol de La Force escribió sobre este en 1745 “También hay un hotel muy notable en esta calle, que tiene más apariencia que regularidad. Antiguamente se llamaba Hôtel de Léon, porque fue René de Rieux, obispo de Léon, quien lo mandó construir. Este Señor, que fue uno de los más espléndidos y elocuentes Prelados del Reino, habiendo muerto el 8 de marzo desde el año 1651, este hotel perteneció a Guy de Rieux, señor de Sourdéac, y desde entonces siempre se ha llamado Hôtel de Sourdéac, aunque ya no pertenece a la casa de Rieux . Esta casa fue construida sobre los diseños de un italiano, llamado Robelini, quien decoró su exterior de una manera que impresiona a aquellos que no están familiarizados con la hermosa.
El hotel fue grabado por Jean Marot quien atribuye su construcción a un tal arquitecto Robelni. Deberías leer Robelin . El hotel fue construido por el maestro albañil Adam Robelin, quien murió en 1649, y su hermano Jacques. La calidad de la fachada hizo que el hotel fuera atribuido a un arquitecto italiano llamado Bobelini que no se conoce en otros lugares. Probablemente también sea un avatar de Robelin. Las pilastras colosales no son infrecuentes en Francia en la década de 1640, por otro lado, los capiteles con cabezas de carnero son originales.
En 1717, la actriz Adrienne Lecouvreur, entonces de 27 años, hizo su actuación pública en el patio. Entonces propiedad de la entusiasta del teatro Françoise du Gué, viuda de François du Gué, presidente de la Cámara de Cuentas de París, que la había adquirido por 42 000 livres  en 1693, pasó a su hija en 1720, la marquesa Catherine de La Chaise, sobrina por matrimonio del confesor del rey, François d'Aix de La Chaise, luego en 1732 a su nieta, Anne-Françoise de la Chaise de Aix, esposa del embajador en Venecia, Pierre-François de Montaigu. Antes de la Revolución, fue alquilado por el obispo de Senlis, Jean-Armand de Bessuéjouls de Roquelaure, luego fue confiscado. Bajo la Restauración y la Segunda República, entre 1818 y 1850, albergó el ayuntamiento del antiguo XI distrito antes de su instalación en 78 rue Bonaparte como ayuntamiento del distrito 6. Fue adquirido en 1852 por Henri Plon, impresor de Napoleón III, y sirvió como sede de la editorial Plon hasta 1988. La casa Bisson Frères tuvo aquí su sede.